# سلسفي شعري
السلسفي الشعري (باللاتينية: Scorzonera hirsuta) نوع نباتي ينتمي إلى جنس السلسفي من الفصيلة النجمية. سمي نسبة إلى عالم النبات سيزاربانوف.

## الموئل والانتشار
موطنه إيطاليا وفرنسا وإسبانيا.

## مرادفات للاسم العلمي
- (باللاتينية: Tragopogon hirsutus Gouan)
- (باللاتينية: Scorzonera eriosperma Gouan)